# ماموتو کولیبالی
ماموتو کولیبالی (انگلیسی: Mamoutou Coulibaly؛ زادهٔ ۲۳ فوریهٔ ۱۹۸۴) بازیکن فوتبال اهل مالی بود.
از باشگاه‌هایی که در آن بازی کرده است می‌توان به باشگاه فوتبال ایرتیش پاولودار، باشگاه فوتبال قاسم‌پاشا اسپور، و باشگاه فوتبال اوسر اشاره کرد.
وی همچنین در تیم‌های ملی فوتبال Mali national under-20 football team و مالی بازی کرده است.